# Abtei Keizersberg

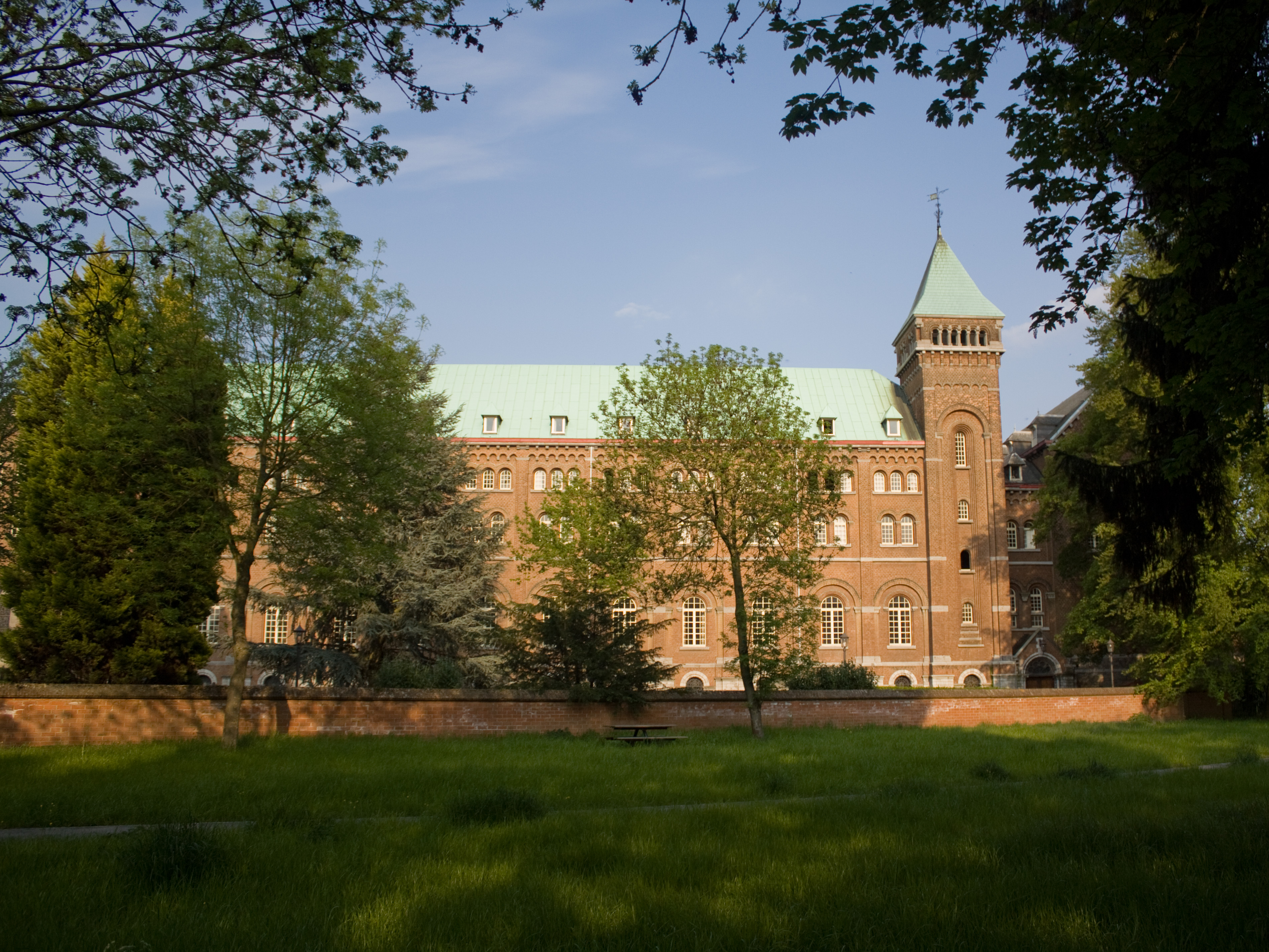
Benediktinerabtei Keizersberg (2011)

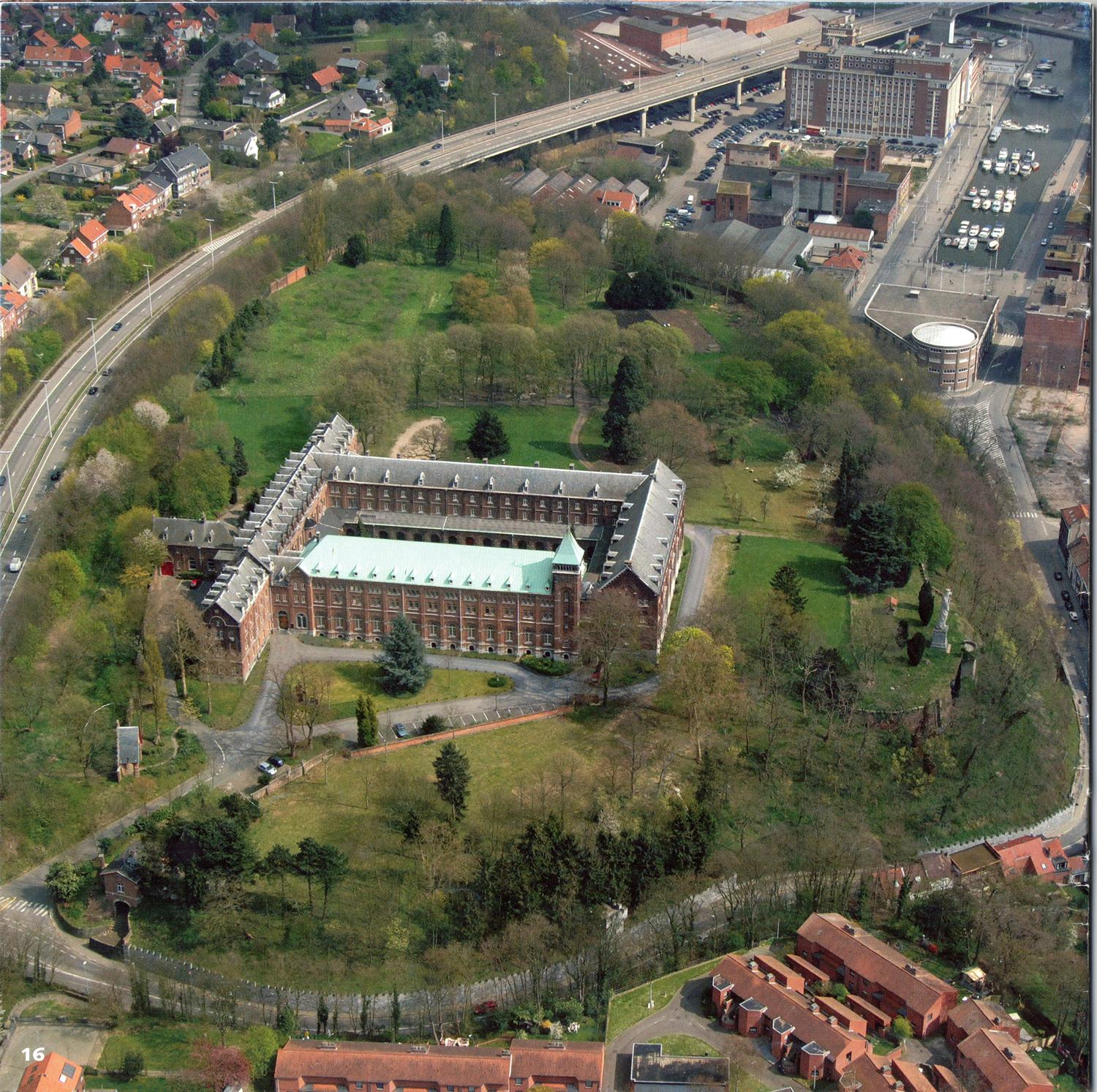
Luftbild der Abtei

Die Abtei Keizersberg (niederländisch: Abdij Keizersberg; französisch: Abbaye du Mont-César) ist ein ehemaliges Benediktinerkloster in der belgischen Stadt Löwen. Die Abtei gehörte der Flämisch-Holländischen Provinz der Kongregation von Subiaco und Montecassino an.

## Geschichte
Auf dem Keizersberg ließ Kaiser Arnolf von Kärnten Ende des 9. Jahrhunderts eine Burg errichten, um die die Stadt Löwen heranwuchs, der erste Hauptort des Herzogtums Brabant und kurzzeitig des Herzogtums Burgund. Philipp III. verlagerte ihn nach 1430 nach Brüssel, durch die 1425 gegründete Universität blieb Löwen aber das geistige Zentrum der Region. Die Burg wurde gelegentlich noch von Kaiser Karl V. genutzt. Ab 1618 diente sie humanistischen Gelehrten der Universität Löwen, zuerst dem Lateinprofessor Eryceus Puteanus (bis 1646). 1782 wurde sie auf Befehl von Kaiser Joseph II. abgerissen.
Abt Hildebrand de Hemptinne der Abtei Maredsous schickte in den 1880er Jahren seinen Prior Robert de Kerchove (1847–1942) nach Löwen, um ein Tochterkloster zu gründen, das als Basis für die an der dortigen Universität studierenden Mönche dienen sollte. De Kerchove wählte den Keizersberg (deutsch: Kaisersberg, nach Kaiser Karl V.), kaufte das Gelände auf und legte 1897 den Grundstein. Am 13. April 1899 wurde das Kloster bezogen und De Kerchove am 8. September zum Abt geweiht. Der erste Prior war Columba Marmion. Im ersten Jahrzehnt des 20. Jahrhunderts wurden die Gebäude einschließlich der Kirche vollendet und im Garten wurde eine große Marienstatue aufgestellt, denn das Kloster war „Regina Coeli“ (Mariä Himmelfahrt) geweiht.
Bei der Eroberung Löwens im August 1914 durch die deutschen Truppen verweigerte Oberst Gustav Reinbrecht den Befehl, das Kloster in Brand zu setzen, wie es die Deutschen mit der Stadt taten. Wegen einiger Schäden zogen die Mönche dennoch bis Kriegsende um in das Kloster Maria Laach. Bei der Rückkehr kamen Spannungen zwischen den belgischen und deutschen Mönchen auf. Deswegen wechselte die Abtei von der deutsch geprägten Beuroner Kongregation 1920 in die Kongregation von der Verkündigung der seligen Jungfrau Maria und gehört heute zur Flämisch-Holländischen Provinz der Kongregation von Subiaco und Montecassino.
1925 ging von Keizersberg auf Initiative von Lambert Beauduin die heute in der Abtei Chevetogne beheimatete liturgische Ökumenische Bewegung aus, die das Zweite Vatikanische Konzil beeinflusste. Ab 1928 kam es unter Abt Bernard Capelle (1884–1961) zu einem Aufschwung der wissenschaftlich-theologischen Aktivitäten des Klosters. Die Bibliothek umfasst heute 250 000 Bücher und 300 Zeitschriften. 1950 wurde das Tochterkloster Wavreumont gegründet. 1968 ging die Abtei zum ausschließlichen Gebrauch des Niederländischen über.
2024 wurde das Kloster noch von vier Benediktinern bewohnt. Nach dem Rücktritt des letzten Abtes 2017 konnte wegen der geringen Zahl kein neuer Abt mehr gewählt werden. Dirk Hanssens ist der Prior-Administrator. Aus den Mönchszellen sind teilweise Studentenwohnungen gemacht worden. Zu den Mönchen gehört der deutsche Liturgiewissenschaftler Thomas Quartier (* 1972 in Kranenburg).
2024 wurde das Kloster wegen des Verdachts des sexuellen Missbrauchs durch mindestens einen der verbliebenen Mönche „vorübergehend aufgelöst“.